# Cladium
Genre
Classification phylogénétique
Cladium est un genre regroupant environ 140 espèces de plantes de la famille des Cyperaceae.

## Liste d'espèces
Selon ITIS:
- Cladium californicum (S. Wats.) O'Neill
- Cladium colocasia (L.) W. Wight
- Cladium mariscoides (Muhl.) Torr. - marisque inerme[2]
- Cladium mariscus (L.) Pohl

### Espèces
- PPP-Index Liste complète